# Jeremy Lamb
Jeremy Emmanuel Lamb (Norcross, 30 maggio 1992) è un ex cestista statunitense, professionista nella NBA.

## Carriera
È stato selezionato dagli Houston Rockets al primo giro del Draft NBA 2012 (12ª scelta assoluta).

## Statistiche
| † | Denota le stagioni in cui ha vinto il titolo |

### NCAA
| Anno       | Squadra       | PG | PT | MP   | TC%  | 3P%  | TL%  | RP  | AP  | PRP | SP  | PP   |
| ---------- | ------------- | -- | -- | ---- | ---- | ---- | ---- | --- | --- | --- | --- | ---- |
| 2010-2011† | UConn Huskies | 41 | 40 | 27,8 | 48,7 | 36,8 | 79,7 | 4,5 | 1,6 | 0,9 | 0,6 | 11,1 |
| 2011-2012  | UConn Huskies | 34 | 33 | 37,2 | 47,8 | 33,6 | 81,0 | 4,9 | 1,7 | 1,2 | 0,6 | 17,7 |
| Carriera   | Carriera      | 75 | 73 | 32,1 | 48,2 | 34,8 | 80,6 | 4,7 | 1,7 | 1,0 | 0,6 | 14,1 |

#### Massimi in carriera
- Massimo di punti: 32 vs Villanova (20 febbraio 2012)[1]
- Massimo di rimbalzi: 12 vs Marquette (24 febbraio 2011)
- Massimo di assist: 7 vs Notre Dame (14 gennaio 2012)
- Massimo di palle rubate: 5 vs Syracuse (27 gennaio 2011)
- Massimo di stoppate: 3 (3 volte)
- Massimo di minuti giocati: 44 vs Louisville (29 gennaio 2011)

### NBA

#### Regular season
| Anno      | Squadra           | PG  | PT  | MP   | TC%  | 3P%  | TL%  | RP  | AP  | PRP | SP  | PP   |
| --------- | ----------------- | --- | --- | ---- | ---- | ---- | ---- | --- | --- | --- | --- | ---- |
| 2012-2013 | Oklahoma Thunder  | 23  | 0   | 6,4  | 35,3 | 30,0 | 100  | 0,8 | 0,2 | 0,1 | 0,1 | 3,1  |
| 2013-2014 | Oklahoma Thunder  | 78  | 0   | 19,7 | 43,2 | 35,6 | 79,7 | 2,4 | 1,5 | 0,7 | 0,3 | 8,5  |
| 2014-2015 | Oklahoma Thunder  | 47  | 8   | 13,5 | 41,6 | 34,2 | 89,1 | 2,3 | 0,9 | 0,4 | 0,1 | 6,3  |
| 2015-2016 | Charlotte Hornets | 66  | 0   | 18,6 | 45,1 | 30,9 | 72,7 | 3,8 | 1,2 | 0,6 | 0,5 | 8,8  |
| 2016-2017 | Charlotte Hornets | 62  | 5   | 18,4 | 46,0 | 28,1 | 85,3 | 4,3 | 1,2 | 0,4 | 0,4 | 9,7  |
| 2017-2018 | Charlotte Hornets | 80  | 18  | 24,6 | 45,7 | 37,0 | 86,1 | 4,1 | 2,3 | 0,8 | 0,4 | 12,9 |
| 2018-2019 | Charlotte Hornets | 79  | 55  | 28,5 | 44,0 | 34,8 | 88,8 | 5,5 | 2,2 | 1,1 | 0,4 | 15,3 |
| 2019-2020 | Indiana Pacers    | 46  | 42  | 28,1 | 45,1 | 33,5 | 83,6 | 4,3 | 2,1 | 1,2 | 0,5 | 12,5 |
| 2020-2021 | Indiana Pacers    | 36  | 8   | 21,3 | 43,5 | 40,6 | 94,7 | 3,6 | 1,5 | 0,9 | 0,6 | 10,1 |
| 2021-2022 | Indiana Pacers    | 39  | 0   | 15,7 | 37,3 | 33,3 | 83,8 | 2,4 | 1,3 | 0,6 | 0,4 | 7,1  |
| 2021-2022 | Sacramento Kings  | 17  | 0   | 18,9 | 40,3 | 30,2 | 84,6 | 3,5 | 1,8 | 0,5 | 0,5 | 7,9  |
| Carriera  | Carriera          | 573 | 136 | 20,8 | 43,9 | 34,2 | 85,7 | 3,6 | 1,6 | 0,7 | 0,4 | 10,1 |

#### Play-off
| Anno     | Squadra           | PG | PT | MP  | TC%  | 3P%  | TL% | RP  | AP  | PRP | SP  | PP  |
| -------- | ----------------- | -- | -- | --- | ---- | ---- | --- | --- | --- | --- | --- | --- |
| 2014     | Oklahoma Thunder  | 11 | 0  | 9,1 | 40,5 | 14,3 | 100 | 1,5 | 0,6 | 0,6 | 0,1 | 3,6 |
| 2016     | Charlotte Hornets | 3  | 0  | 4,0 | 55,6 | 100  | -   | 1,3 | 0,3 | 0,0 | 0,0 | 3,7 |
| Carriera | Carriera          | 14 | 0  | 8,0 | 43,1 | 20,0 | 100 | 1,4 | 0,6 | 0,5 | 0,1 | 3,6 |

#### Massimi in carriera
- Massimo di punti: 32 vs Toronto Raptors (20 dicembre 2017)[2]
- Massimo di rimbalzi: 17 vs New York Knicks (26 novembre 2016)
- Massimo di assist: 7 (4 volte)
- Massimo di palle rubate: 6 vs Chicago Bulls (6 aprile 2021)
- Massimo di stoppate: 3 (8 volte)
- Massimo di minuti giocati: 49 vs Brooklyn Nets (26 dicembre 2018)

## Palmarès
- Campione NCAA (2011)